# 灵戈尔德 (路易斯安那州)
戈尔德（英語：Ringgold），是美国路易斯安那州下属的一座城市。根据2010年美国人口普查，该市有人口1,495人。建置上，属于“town”。